# Fedor Malančec
Fedor Malančec (Koprivnica, 12. veljače 1902. – Zagreb, 9. kolovoza 1985.), hrvatski slikar.

## Životopis
Fedor Malančec rođen je 12. veljače 1902. godine u Koprivnici kao treće dijete Matije Malančeca, odvjetnika i gradonačelnika, i Zagrepčanke Drage (Zinke) Debić, koja je bila ta koja je poticala umjetničko izražavanje svoje djece donijevši u provincijski grad purgerski način života. Fedor je imao brata Vladimira, kolekcionara umjetnina i uspješnog koprivničkog odvjetnika, te sestru Miru koja je diplomirala glasovir na bečkom glazbenom konzervatoriju. U Koprivnici je od 1912. do 1916. godine pohađao 'malu Gimnaziju', gdje je stekao prvu likovnu naobrazbu kod profesora Antolkovića i profesora Turkovića. U Zagreb odlazi 1916., a maturirao je 1920. na II. realnoj gimnaziji. U gimnaziji mu je prvi profesor slikanja bio Vukić, dok mu je kasnije likovnu umjetnost predavao Rudolf Krušnjak, akademski slikar i obiteljski prijatelj. Naime, Krušnjak je bio koprivnički zet i prijatelj obitelji Malančec te je na praznike odlazio, kao i Malačanec, u Koprivnicu gdje ga je podučavao slikanju u plain airu. Tako su prvi Malančecovi radovi prikazivali teme iz prostora koji ga je okruživao – dvorište svoje kuće, samostan svetog Ante i bedeme (Bašću). Važno je napomenuti da je Malančecov kolega u gimnaziji u Zagrebu bio Krsto Hegedušić koji je inače živio u Hlebinama, selu pokraj Koprivnice. Krsto i Fedor išli su skupa u razred sve četiri godine i bili dobri prijatelji koji su izmjenjivali svoja slikarska iskustva, a bili su u kontaktu i za vrijeme praznika. Za vrijeme boravka u Zagrebu Malačanec je nastavio s učenjem sviranja violine te je išao na poduke kod dirigenta Sachsa i glazbenog pedagoga profesora Humla. U to je vrijeme često išao na koncerte i predstave, što ga je najvjerojatnije potaknulo da nekoliko desetljeća kasnije napravi jedan od svojih uspješnijih ciklusa pod nazivom Iz zagrebačkog koncertnog života. U Zagrebu je išao na privatne satove slikanja kod renomiranog slikara Mencija Clementa Crnčića, a zatim je usavršavao svoj talent u Beču, Parizu i Gdanjsku, gdje odlazi 1921. godine. U Gdanjsku je 1924. godine završio Tehnički fakultet, a kasnije se zaposlio u struci. U Zagrebu se zapošljava 1925. godine u A. E. G. Unionu i tu radi sve do 1926. godine. U Direkciji Pošte i Telegrafa u Zagrebu zapošljava se 1928. godine i tu radi sve do mirovine.
U biti, 1920-ih i 1930-ih Malančec zapostavlja slikanje, 1940. godine ženi se Elom Šulek, a tek 1941. godine, kada odlazi u prijevremenu mirovinu zbog bolesti, počinje intenzivnije slikati. Tada postaje profesionalni slikar, a nakon Drugog svjetskog rata aktivan član Udruženja likovnih umjetnika Hrvatske (ULUH-a), Udruženja likovnih umjetnika Jugoslavije (ULUJ-a) i Zadruge likovnih umjetnika u Zagrebu (LIKUM-a), što se očitovalo u njegovu sudjelovanju na mnogobrojnim skupnim izložbama koje su bile organizirane diljem Hrvatske, Jugoslavije i inozemstva. Prijevremenu mirovinu Malančec je dočekao s olakšanjem i zapravo je bio sretan što će se napokon moći u potpunosti posvetiti slikanju. U svibnju 1943. godine prvi puta je samostalno izlagao u renomiranom Salonu Ulrich u Zagrebu, te se naredna četiri desetljeća, sve do smrti 1985. godine, bavio slikarstvom i to veoma uspješno, što nam dokazuju njegovi ciklusi. 

## Podravski motivi
Jedan od poznatijih Malančecovih ciklusa jest onaj koji se tiče Jadrana, koji uglavnom tematizira morske pejzaže Crikvenice, Senja i Dubrovnika, zatim ciklus u kojem prikazuje društveni život Zagreba (tu spada već spomenuti ciklus Iz zagrebačkog koncertnog života), te Podravski motivi. Potonji ciklus, Podravski motivi, rezultat je Malančecovog stalnog vraćanja u rodni kraj i zapravo je svojevrsna nostalgična oda posvećena vremenu i kraju svojega djetinjstva. Iako je većinu vremena boravio u Zagrebu, Fedor je često dolazio u posjet svojoj rodbini i prijateljima u Koprivnicu, gdje je za vrijeme šetnji ovim idiličnim gradom bilježio impresije brzim krokijevskim crtežom. Neki od ovih crteža bili su kasnije u njegovom atelijeru u Petrovoj ulici u Zagrebu pretočeni u ulja na platnu, karakteristična po pastoznom nanosu i intenzivnom koloritu.
U Podravske motive spadaju Motivi iz stare Koprivnice, crteži i slike nastali između 1938. i 1968. godine, najpoznatiji koprivničkoj publici nakon što su nekoliko puta izloženi u Malančecovu rodnom gradu. Ovaj ciklus značajan je, osim po svojem likovnom izražaju koji odiše toplim bojama i intimističkom projekcijom osjećaja ljubavi prema svome gradu, i po tome što je Malančec u ovom ciklusu uspio zabilježiti i arhitekturu grada, prikazujući ne samo puke fasade, već građevine u funkciji kao dio atmosfere koja je prožimala staru Koprivnicu. Uz ciklus posvećen staroj Koprivnici, u Podravske motive ubrajamo i Sajam u Koprivnici, Galeriju likova iz vlaka Zagreb – Koprivnica te Galeriju likova iz čekaonice bratove advokature. Zadnja tri spomenuta ciklusa zanimljiva su zbog prikazivanja ljudi, često seljaka, koji su se okupljali na sajmovima, bili putnici u otvorenim vagonima ili čekali na svoj red u odvjetničkom uredu – na njihovim se licama vidi izraz tjeskobe prouzrokovan najčešće nezadovoljstvom, nepravdom i teškim životom. 
Sajam u Koprivnici ciklus je koji obuhvaća crteže nastale od 1947. do 1968. godine. Kako i sam naziv govori, tematizira stočni sajam u Koprivnici, odnosno genre motive preuzete s ovog događanja. Zanimljivo je napomenuti da su crteži iz ovog ciklusa 1950-ih i 1960-ih redovito objavljivani kao ilustracije u Vjesniku, Večernjem listu, Politici i Brodskom listu. Ovaj ciklus također možemo podijeliti u dvije faze.
Tako prvu fazu karakterizira precizno ocrtavanje likova te minucioznost crteža, dok drugu obilježava upotreba laviranog tuša te sigurni potezi kista, kao i velik kontrast između bijelih i crnih polja. Ova tematika bila je česta i u radovima Krste Hegedušića, osnivača grupe Zemlja. 
Među prvim Malančecovim ciklusima bio je i onaj koji je nastao između 1945. i 1955. godine kao rezultat njegovih učestalih putovanja vlakom od Zagreba do Koprivnice. Logičan naziv ciklusa Iz vlaka Zagreb – Koprivnica otkriva nam njegovu slikarsku naviku da na licu mjesta bilježi svoje dojmove brzim crtežom. Ovaj način bilježenja dojmova najvjerojatnije mu je usadio njegov učitelj Krušnjak, koji ga je već u ranoj mladosti podučavao slikanju u plain airu.  Srž ovoga ciklusa čine ljudski likovi, odnosno putnici otvorenih vagona trećeg razreda. Prema tome, ovi radovi pripadaju i seriji crteža podravskih portreta. Ovaj ciklus možemo usporediti s onim pod nazivom Galerija likova iz čekaonice bratove advokature, gdje nas Malančec fascinira spretnim smještanjem likova u zatvoren prostor, odnosno smislom za tektoniku, a istovremeno i jednostavnim, efektnim dočaravanjem brige na ljudskim licima.

## Malančec i Hegedušić – dva aspekta iste Podravine
U spomenutim ciklusima uočavaju se sličnosti s Krstom Hegedušićem koji je također prikazivao život Podravaca. Iako su načini na koji to dvojica slikara rade različiti. Naime, iako obojica prikazuju isti motiv, oni to rade iz bitno različitih pobuda. Malančec kao kroničar podravske svakodnevice kreće od svojeg opažaja, od osobnog promatranja i bilježenja onog s čime se sureće na ulicama Koprvnice, u bratovoj odvjetničkoj kancelariji ili pak u vlaku. Možemo reći da je slikarstvo Fedora Malančeca svojevrsni pandan njegovim dnevničkim zapisima koje je vodio od 1916. do 1945. godine. Njegove slike nastajale su iz istih razloga kao i njegovi zapisi u kojima je detaljno bilježio svoju svakodnevicu. Umjesto pera kojim je na jednostavan, a opet životan i osjećajan način fiksirao svoja promišljanja i događaje, u slikarstvu je svoja zapažanja ovjekovječio crtežima, koji su poput kaveza sačinjenog od spretno isprepletenih linija sprečavao da dojam kojeg je u prolazu ulovio samo tako nestane i izblijedi.
Hegedušić, Malančecov prijatelj iz rane mladosti, slikao je pak surov život podravskog seljaka vjerno slijedeći jasno definiran program grupe umjetnika pod nazivom Zemlja. Ovo je udruženje, oformljeno 1929., osim svojstvenog likovnog izraza kojeg je opravdavalo terminom naš izraz i oslanjanjem na pučku tradiciju, zagovaralo i određenu ideologiju. Hrvatski kritički realizam, kao jedan od pravaca poznatih pod zajedničikm nazivom realizmi dvadesetih, i čiju srž čine upravo zemljaši pod vodstvom Hegedušića, gledao je na umjetnost kao na sredstvo u borbi za prava radnika, odnosno seljaka. Osim što su propagirali povratak tradiciji i naturalizam u prikazu, zemljaši su kao svoj cilj smatrali i borbu protiv inozemnih utjecaja, diletantizma te larpurlartizma. Ukratko, to je bila jedina realistička tendencija koja je programatski bila dosljedna na zajedničkoj tematskoj i stilskoj osnovi što su je, uz Hegedušića, zacrtali i slikari Leo Junek, Oton Postružnik, Ivan Tabaković, Omer Mujadžić, Kamilo Ružička, te kipar Antun Augustinčić.
Hegedušićevi Podravski motivi objavljeni su 1933. skupa s predgovorom Miroslava Krleže koji kritizira modernizam. Tiskano je trideset i četiri crteža na kojima je prikazan seljak u svojim svakodnevnim radovima i mukama – od pijančevanja u lokalnoj birtiji, preko radova u polju, do nesreća i boravka u svojim bijednim kućicama. Baš poput umjetnika Neue Sachlichkeita, Grosza i Dixa, Hegedušić u svojem naturalizmu ide do groteske prikazujući lica seljaka i njihove navike koje graniče s neukusom. Kod Hegedušića nema uljepšavanje zbilje, nema onog poetskog koje u larpurlartizmu lebdi između sušte realnosti i medija u kojem je ostvarena u svojem novom, profinjenijem obliku. On to radi namjerno ne bi li šokirao javnost i potaknuo je da učini nešto za narod koji živi u bijedi. 
Razliku u pristupu možemo protumačiti i na temelju okružja u kojem su odrasli, točnije - u kojem su se rodili. Malačanec je rođen u gradu u kojem su se sve više nudili kulturni sadržaji, u obitelji intelektualaca, dok je Krsto bio rođen na selu, u Hlebinama, te je zbog toga zasigurno bio svjesniji teškog položaja seljaka u tadašnjem društvu. Ova činjenica ih definitvno razdvaja, ali ih opet na neki način i povezuje, jer obojica gledaju na svoj kraj onako kako su ga doživjeli u djetinjstvu. Malančec Podravinu vidi kao idilični kraj u kojem se rodio i kamo je dolazio na ljetovanja, dok se Hegedušića očito najviše dojmio jad života na selu, grubost običaja i borba za egzistenciju. 
Iako bliski po temama, Malančec i Hegedušić razilaze se u programu koji je vodio njihovu umjetnost. Malančec kao predstavnik larpurlartizma u svojim je djelima vidio tek osobnu anamnezu na voljeni mu kraj i idilične crtice iz koprivničkog života. Hegedušić pak, promovirajući pučki slikarski izraz kao izvorno naš, kao umjetnost koja je tvrdo ukorijenjena u tradiciji, želi pokazati da nema status koji bi trebala imati, baš kao i seljak kojeg tako minuciozno prikazuje. Obojica stvaraju u isto vrijeme, u međuratno i poslijeratno vrijeme, koje je u svijetu umjetnosti rezultiralo poznatim realizmima. Tako umjetnici bježe u dvije krajnosti, u magični realizam i neoklasicizam s jedne, te u kritički realizam s druge strane. Prva krajnost svoje sklonište temelji na idiličnim, gotovo arkadijskim krajolicima, koji ipak zrače hladnoćom i neizvjesnošću, baš kao i samo razdoblje u kojem su nastali. Druga je pak krajnost aktivna, angažirana i upotrebljava umjetnost kako bi probudila javnost iz opće anksioznosti koju je donio završeni rat, ali koju je isto tako širio onaj tek nadolazeći. Hegedušić se priklonio onom kritički nastrojenom realizmu, uvijek spremnom na pokazivanje propusta društva, dok se Malančec pritajio dvadesetih i tridesetih godina te zapravo počeo slikati kad su realizmi u Europi već bili na izmaku. Malančecov povod slikarstvu možda je u početku bila rekreacija, želja za bilježenjem prizora iz gradskog života, no nije mogao izbjeći anksioznost koju je viđao na licima seljaka. On je bio kroničar, slikao je život kakav je bio, ali bez nekog dubljeg poniranja u probleme društva ili određenog kraja, kao i bez želje za kritikom. Iza njegove umjetnosti nije stajao neki manifest koji je određivao tijek njegovog stvaralaštva, kao niti njegov stil. Dapače, Malančec se razvijao spontano, vođen ljubavlju prema slikarstvu, koja se nasreću podudarala i s ljubavlju prema njegovoj rodnoj Podravini. 

## Galerija
- Fedor Malančec; Glava muškarca, 1950.
- Fedor Malančec; Bez naslova, 1953.
- Fedor Malančec; Volovska zaprega, 1955.
- Fedor Malančec; Crno ždrijebe, 1956.

## Vanjske poveznice
- Arhivirana inačica izvorne stranice od 16. ožujka 2014. (Wayback Machine) Galerija Mona Lisa